# Бенжамен Патерсен
Бенжамен Патерсен(швед. Benjamin Patersen) (1748, Варберг — 1815 року, Санкт-Петербург) — шведський художник-портретист.

## Біографія
Бенжамен Патерсен народився в 1748 році у шведському Варбергу. Художню освіту отримав в Гетеборгу. Від 1765 року навчався у студії живописця С. Фріка. У кінці 1770-х подорожував по Польщі, Литві і Латвії, в 1784 жив і працював в Ризі. У 1787 році Патерсен прибув у Санкт-Петербург. Там помістив оголошення в газету Санкт-петербурзькі Відомості, пропонуючи замовити у нього картини. Працюючи в Петербурзі, він не втрачав зв'язку зі Швецією. Від 1790 року він регулярно посилав свої роботи на виставки в Королівську Академію мистецтв в Стокгольм, а в 1798 став її членом. На рубежі XVIII—XIX віків він створив серію з десяти видів набережних Неви, яку присвятив Павлу І. Його роботи зберігаються в Ермітажі (найбільші кількість робіт художника з числа створених в Петербурзі) і в музеї О. С. Пушкіна.

## Палітра художника
Художник працював в портретному і жанровому живописі, але прославився своїми міськими пейзажами, яких створив більше сотні. Б. Патерсен - один із засновників піднесено-поетичного і водночас документально точного образу північної столиці, автор серії акварельних видів Петербурга. Тридцять три картини  написані олією, інші - акварелі і гравюри, у тому числі ним же розфарбовані. На творах Патерсена представлені практично усі відомі архітектурні пам'ятники другої половини XVIII століття. В живописних акварельних і гравірованих видах міста  передав привабливість і своєрідність Санкт-Петербурга, його архітектурних ансамблів, характерні риси столичного життя. Творам Патерсена властиві стриманий колорит, камерність, підкреслена індивідуальність підходу, тонке розуміння особливостей природи. Паттерсен обирав для першого   плану ріку або канал, велику частина полотна приділяв небу, добре промальовував лінію горизонту. На його картинах переважає сіро-блакитна або золотиста тональність. У його творах надзвичайно тонко передана не лише краса вулиць, набережних, палаців і парків, але і неповторна атмосфера і колорит північного міста. 
.

## Твори
Основні твори:
- 1788 — «Льодяна гора»На картині зображено, як Катерина Велика прибуває до атракціону на Неві із Зимового палацу у супроводі гвардійців. Катання з крижаної гори було однією з улюбленіших розваг імператриці. Натовп дивиться на неї з побоюванням, знявши капелюхи і схиливши голови. Декоративні сині з білим «андрєєвські» прапори видно на вершині крижаної гірки. Народ чекає, коли Катерина Велика з'їде з гори на своїх санях. На задньому плані Імператорська Академія мистецтв, яку нещодавно так назвала Катерина.
- 1793 - «На набережній поблизу Мармурового палацу від Петропавлівської фортеці»(олія)
- 1799 — «Набережна поблизу Зимового палацу і Ермітажу з Василівського острова» (акварель)
- 1801 — «Михайлівський палац від площі Коннетабль» (акварель).

## Досягнення
1798 — Патерсен став членом Стокгольмської Академії мистецтв.